# Cynomya
Cynomya is een geslacht van insecten uit de familie van de bromvliegen (Calliphoridae).

## Soorten
- Cynomya cadaverina Robineau-Desvoidy, 1830
- Cynomya flavipalpis (Macquart, 1851)
- Cynomya mortuorum (Linnaeus, 1761) - lijkenvlieg